# Paunz Márk
Paunz Márk (Laskafalu, 1869. március 2. – Gyöngyös, 1938. január 1.) fül-orr-gégész, kórházi főorvos, címzetes rendkívüli tanár, egészségügyi főtanácsos.

## Életpályája
Paunz Mór és Kohn Róza fiaként született. A Zirc-Ciszterci rend Pécsi Főgimnáziumában érettségizett (1887). Tanulmányait a Budapesti Tudományegyetem Orvostudományi Karán folytatta, ahol 1892. november 12-én orvosdoktorrá avatták. Orvosi oklevelének megszerzése után a Schulek Vilmos által vezetett Szemészeti Klinikához került gyakornokként, ahol Grósz Emillel együtt kutatta a szem és az orr melléküregeinek megbetegedései közötti kapcsolatot. Később a Szent Rókus Kórház segédorvosa (1898), majd a Budapesti Kerületi Általános Munkásbetegsegélyző Pénztár fül-orr-gégésze lett. 1907-ben kinevezték a Stefánia Gyermekkórház Fül-orr-gége osztályának főorvosává. 1910-ben az orr-, torok- és gégebetegségek kór- és gyógytana című tárgykörből magántanárrá habilitálták. 1912-ben a Gróf Apponyi Albert Poliklinika Orr-torok-gége osztályának főorvosa, 1926-ban egyetemi rendkívüli tanár lett, s megkapta az egészségügyi főtanácsosi címet is. 1938. január 1-jén hunyt el a Kékes-szállóban szívbénulás következtében.
Tudományos közleményei magyar és külföldi orvosi lapokban jelentek meg. Tanulmányozta a gyermekek számára állandó veszélyt jelentő diftéria tüneteit és az ellene való védekezés módjait, valamint kutatta a rhinogén eredetű látó-ideggyulladásokat.
Felesége Schwartz Erzsébet volt. Gyermeke nem született.
A Kozma utcai izraelita temetőben helyezték nyugalomra. Hevesi Ferenc rabbi búcsúztatta, majd a Poliklinika nevében Lobmayer Géza professzor mondott beszédet.

## Művei
- A gégedaganatok operálásához. (Gyógyászat, 1898, 44.)
- A gégetuberculosis gyógykezeléséről. (Gyógyászat, 1899, 11.)
- A rhinogen agytályog. (Orvosi Hetilap, 1903, 7–9.)
- Orrbetegségek által előidézett szembajok. (Szemészet, 1905, 2.)
- A laryngo-tracheoskopia és bronchoskopia directa. (Orvosi Hetilap, 1905, 2.)
- Az orr melléküregeinek gyulladásairól. (Orvosi Hetilap, 1906, 38.)
- Az oesophagoskopiáról. Winternitz Arnolddal. (Orvosi Hetilap, 1907, 29–32.)
- A tracheo-bronchoskopia directa gyakorlati értékéről. Winternitz Arnolddal. (Orvosi Hetilap, 1908, 41.)
- Idült genyes közepi középgyuladásnak sinus-thrombosis-szal és tüdőtályoggal szövődött, műtéttel gyógyult esete. (Orvosi Hetilap, 1909, 3.)
- Újabb adatok a laryngo-tracheoskopia és bronchoskopia directa gyakorlati értékéhez. Winternitz Arnolddal. (Orvosi Hetilap, 1910, 23.)
- Újabb adatok a rhinogen látóideggyulladáshoz. (Szemészet, 1913, 1.)
- A gümős tracheobronchialis nyirokmirigyek áttöréséről a légutakba a gyermekkorban. (Orvosi Hetilap, 1915, 27–30.)
- Az újszülötteken és a korai csecsemőkorban észlelt felső állcsontnekrosisokról. (Magyar Orvosi Archivum, 1920)
- A laryngoskopia és tracheobronchoskopia directa eredményeiről idegen testek eltávolításában a gyermekkorban. (Orvosképzés, 1921, 4.)
- Orrfurunculusból keletkezett orbitális tályog. (Orvosképzés, 1925, 3.)
- A rhinogen neuritis retrobulbarisról. (Orvosképzés, 1930, 3.)
- A gégerákról. (Orvosképzés, 1933, 4.)
- A légcsőben szabadon mozgó idegen testek kórismézésnek egy biztos tünete. (Orvosképzés, 1934, 2.)
- A laryngoskopia és tracheobronchoskopia directa értéke, különös tekintettel a gyermek- és belgyógyászatra. (Orvosképzés, 1935, 4.)
- Heveny mastoiditist utánzó intracranialis dermoid. (Orvosképzés, 1938, 1.)

## Díjai, elismerései
- Vöröskereszt II. osztályú díszjelvénye